# اپل پنسل پرو
اپل پنسل پرو (به انگلیسی: Apple Pencil Pro) یکی از محصولات شرکت اپل می باشد. اپل پنسل پرو به عنوان محصول حرفه ای تر  نسبت به «اپل پنسل» شناخته می شود.اپل پنسل پرو در کنفرانس Let Loose اپل رونمایی شد کارایی این محصول   برای کار و دیجیتال ارت در انواع آی پد ها بکار می رود. این قلم نسبت به «اپل پنسل»  ویژگی های بهتر و قدرتمندتری دارد که رابط کاربری را در آی پد ها آسان تر می کند.
|                               |                             |
| سازنده                        | شرکت اپل                    |
| از خانواده                    | اپل پنسل                    |
| نوع                           | دیجیتال استایل              |
| سری                           | یکم (سری ۱)                 |
| تاریخ رونمایی                 | ۱۵می ۲۰۲۴                   |
| قیمت پایه (برحسب دلار آمریکا) | ۱۳۰$ دلار آمریکا            |
| وبگاه                         | www.apple.com/apple-pencil/ |